# NGC 2374
NGC 2374是一个位于大犬座的疏散星团。